# Francisco López de Villalobos
Francisco López de Villalobos, född 1473 i Villalobos i Zamora, död 1549 i Valderas i León, var en spansk författare och läkare.
Villalobos var livmedikus hos Ferdinand den katolske och Karl V och sysselsatte sig samtidigt som författare. Villalobos gjorde sig först känd genom en god översättning av Plautus Amphitruo och arbetade för den klassiska komedins införande i Spanien. Villalobos skrev även arbeten på latin, som Glossa litteralis, Potentia vitali med flera. Hans Los problemas och andra mindre arbeten på spanska finns i Rivadeneiras Biblioteca de autores españoles, band 36.